# Province d'Al Haouz
La province d'Al Haouz (en amazighe : ⵜⴰⵎⵏⴰⴹⵜ ⵏ ⵍⵃⴰⵡⵣ, en arabe : الحوز) est une subdivision à dominante rurale de la région marocaine de Marrakech-Safi. Son chef-lieu est Tahannaout et sa plus grande ville est Ait Ourir. Elle est aussi une région historique dont la capitale fut Aghmat pendant longtemps.
Elle a pour secrétaire général Mohamed Taouss.

## Géographie
La province de d'Al Haouz est située au sud-est de la région de Marrakech-Safi. Elle couvre une superficie de 6 612 km² qui englobe la plaine et la région du Toukbal. 
Elle est bordée par :
- la préfecture de Marrakech et les provinces d'El Kelaâ des Sraghna et de Rehamna au nord ;
- la province d'Azilal à l'est ;
- les provinces de Taroudant et de Ouarzazate au sud ;
- la province de Chichaoua à l'ouest.

| préfecture de Marrakech (Marrakech-Tensift-Al Haouz) | province de Rehamna (Marrakech-Tensift-Al Haouz) | province d'El Kelaâ des Sraghna (Marrakech-Tensift-Al Haouz) |
| province de Chichaoua (Marrakech-Tensift-Al Haouz)   | province de Tahnnaout                            | province d'Azilal (Tadla-Azilal)                             |
| province de Taroudant (Souss-Massa-Drâa)             |                                                  | province de Ouarzazate (Souss-Massa-Drâa)                    |

## Histoire

### Antiquité
La région est connue pour le site d’Azib n Ikkis dans lequel se trouve la plus ancienne stèle libyque connue à ce jour. Cette dernière pourrait remonter au VIIIe siècle av. J.-C.

### Période almoravide
Historiquement, la première capitale du Haouz était Aghmat, une cité préislamique situé au débouché de la vallée de l'Ourika, non loin des contreforts du Haut-Atlas et composée de deux pôles, Aghmat Ourika et Aghmat Aylan. Après avoir un temps utilisé Aghmat comme capitale, les Almoravides fondent Marrakech en 1062, sur la rive gauche de l'oued Issil, à 5 kilomètres au sud de sa confluence avec le Tensift. Dès le XIIe, les Almoravides réalisent dans le Haouz les premiers aménagements hydrauliques, avec la construction des premières khettara, puis des séguias dérivant une partie des eaux de l’Atlas. Ils plantent également au nord de Marrakech la palmeraie.

### Période almohade
À partir de 1125, les principaux cheikhs Hintata, Wānūdīn ibn Yansilt, Namīr ibn Dāwūd, Abū Māgalīfa et Faska U-Mzal, décidèrent d'appuyer le mahdi U-Tumert, originaire de l'Anti-Atlas, dans sa volonté de conquérir le pouvoir aux dépens des Almoravides. De par leur rôle important dans la conquête de Marrakech, les cheikhs de la tribu des Hintata (dont la province principale fut Al-Haouz) obtiennent des fonctions de commandement dans l'armée almohade puis de gouverneurs provinciaux. Faska U-Mzal troqua son nom amazigh contre celui d'un compagnon du prophète, et sous le nom de Abū Ḥafṣ ‘Umar ibn Yaḥyā, donna indirectement naissance en Ifriqiya à la dynastie hafside. Pendant la phase de décadence des Almohades, dans les années 1220, des émirs hintata du Maghreb et d'Al-Andalus influent sur les destins des prétendants au califat, notamment Ibn al-Shahid, petit-fils d'Abū Ḥafṣ ‘Umar ibn Yaḥyā, qui appuie de manière déterminante les prétentions du calife al-Adil.

### Période post-almohade
Elle est la région d’origine de la tribu des Hintata à laquelle appartient Faska U-Mzal, ancêtre des de la dynastie des Hafsides. Les Hafsides sont une dynastie d’origine masmouda fondée par l’arrière-petit-fils d’U-Mzal, Abû Zakariyâ Yahyâ.

### Epoque contemporaine
A la fin du XIXe siècle, sous le règne de Moulay Hassan, des projets de modernisation agricoles et hydrauliques sont envisagés dans le Haouz mais ne voient jamais le jour. C’est sous le Protectorat qu'ont lieu les premiers efforts de « modernisation » (qui en réalité superposent des infrastructures modernes à des structures sociales demeurées traditionnelles). L'inspiration est recherchée en Californie. Les autorités coloniales poussent les colons et les agriculteurs marocains à s'orienter vers la production d’agrumes et le maraîchage. Le périmètre du N’Fis, à l'extrémité occidentale du Haouz, est le premier concerné par la modernisation avec l'inauguration en 1935 du Barrage Lalla Takerkoust (alors appelé Barrage Cavagnac).
À partir de 1961, le Haouz est l’objet d’une mise en valeur agricole de grand ampleur placée sous l'égide de l’Office National de Mise en Valeur Agricole du Haouz (ORMVAH) et de son directeur, Paul Pascon. En 1970, le roi Hassan II donne le coup d'envoi de la politique des barrages, annoncé deux ans plus tôt dans le plan quinquennal de 1968. Dans le Haouz, trois secteurs sont programmés : le périmètre du Haouz Central (70 000 hectares) qui correspond au bassin du Tensift, le périmètre de la Tassaout-amont (52 000 hectares dont 30 000 hectares modernes), en zone de piémont, et celui de la Tassaout-aval (44 000 hectares), en plaine. En 1970, le barrage Moulay Youssef est construit Tassaout, irriguant le périmètre Tassaout-aval et produit 60 MkWh/an pour Marrakech. En 1987 est construit sur l'Oued Lakhdar le complexe de barrages Hassan 1er - Sidi Driss. La même année est inauguré le Canal de rocade, qui relie le barrage Sidi Driss tout justé inauguré au lac Lalla Takerkoust, long de 118 km, apportant 260 Mm3 d'eau par an au périmètre du Haouz central.
Dans le Haouz comme ailleurs au Maroc, la politique de construction de barrages hydro-électriques se poursuit dans les années 2000. En 2008 est inauguré un deuxième barrage sur le N'fis à hauteur de Ouirgane.

## Séisme
Le 8 septembre 2023 un tremblement de terre d’une magnitude de 6,8, dont l'épicentre se trouve dans la province d'Al Haouz (à Ighil) est ressenti dans tout le pays, et fait plus de 2000 morts. C'est la province la plus durement touchée, car la majorité des victimes en sont originaires,.

## Administration et politique

### Découpage territorial
Selon la liste des cercles, des caïdats et des communes de 2008, telle que modifiée en 2010, puis en 2014 :
- la province d'Al Haouz est composée de 40 communes, dont 3 communes urbaines (ou municipalités) : Tahannaout, le chef-lieu, Aït Ourir et Amizmiz ;
- les 37 communes rurales restantes sont rattachées à 18 caïdats, eux-mêmes rattachés à 5 cercles :
  - cercle d'Aït Ourir :
    - caïdat de Faska Sidi Daoud : Aït Sidi Daoud et Aït Faska,
    - caïdat de Sidi Abdellah Ghiat : Sidi Abdallah Ghiat et Tamazouzte,
    - caïdat de Ghmate : Ghmate et Iguerferouane,
    - caïdat de Mesfioua : Tidili Mesfioua ;

  - cercle de Touama :
    - caïdat de Touama : Touama, Tamaguert et Zerkten,
    - caïdat de Tighedouine : Tighedouine,
    - caïdat d'Abadou : Abadou, Aït Aadel et Aït Hkim-Aït Yzid,
    - caïdat de Tazart : Tazart ;

  - cercle d'Asni :
    - caïdat d'Asni : Asni,
    - caïdat de Talat N'Yaaqoub : Talat N'Yaaqoub, Ighil, Aghbar et Ijoukak,
    - caïdat de Ouirgane : Ouirgane et Imgdal ;

  - cercle d'Amizmiz :
    - caïdat d'Amghras : Amghras,
    - caïdat de Guedmioua : Anougal, Azgour, Tizguine et Dar Jamaâ,
    - caïdat de Ouazguita : Ouazguita, Sidi Badhaj, Oulad Mtaa et Lalla Takarkoust ;

  - cercle de Tahannaout :
    - caïdat d'Ourika : Ourika,
    - caïdat de Sti Fadma : Sti Fadma et Oukaïmden,
    - caïdat d'Aghouatim-Tidradra : Aghouatim et Moulay Brahim,
    - caïdat de Tameslohte : Tameslohte.

Huit de ses localités sont considérées comme des villes : les municipalités de Tahannaout, d'Aït Ourir et d'Amizmiz, et les centres urbains des communes rurales de Ghmate, de Sidi Abdallah Ghiat, de Lalla Takarkoust, de Moulay Brahim, et Tameslohte.

## Démographie

### Évolution démographique
La population de la province d'Al Haouz est passée, de 1994 à 2004, de 435 090 à 484 312 habitants.
| Année                          | Population totale | Population urbaine | Population rurale |
| ------------------------------ | ----------------- | ------------------ | ----------------- |
| 1994                           | 435 090           | 401 606            | 33 484            |
| 2004                           | 484 312           | 432 119            | 52 193            |
| Données issues de recensements |                   |                    |                   |

### Population urbaine
| Villes                         | 1994   | 2004   | Taux d'accroissement |
| ------------------------------ | ------ | ------ | -------------------- |
| Aït Ourir                      | 12 162 | 20 005 | 64,5 %               |
| Amizmiz                        | 8 985  | 10 783 | 20 %                 |
| Tahannaout                     | 4 462  | 6 585  | 47,6 %               |
| Données issues de recensements |        |        |                      |